# 维尔纳·哈梅尔
维尔纳·哈梅尔（德語：Werner Hamel，1911年2月9日—1987年7月25日），德国男子曲棍球运动员，场上位置是前锋。他曾代表德国参加1936年夏季奥林匹克运动会曲棍球比赛，获得一枚银牌。